# Wisex Pistols
Wisex Pistols var ett band från Ystad, som var ett slags sidoprojekt till Åtta Bier Ti Min Far. De spelade punkversioner av gamla Edvard Persson-låtar. Bandet låg på skivbolaget Raka Puckar Records. De bildades 1993, släppte sin skiva 1995 och splittrades 1996. 2009 återförenades de dock en gång för att vara förband till Strindbergs på Bodoni i Malmö.

## Diskografi

### EP
- Wisex Pistols sjunger Persson

### Samlings-CD
- Äggröran 2

## Medlemmar
- Robert Popotnik - Sång
- Daniel Nilsen - Gitarr
- Stefan Lenngerd - Gitarr
- Bengt Glemvik - Bas
- Patrik Strand - Trummor